# تیم ملی فوتبال صربستان

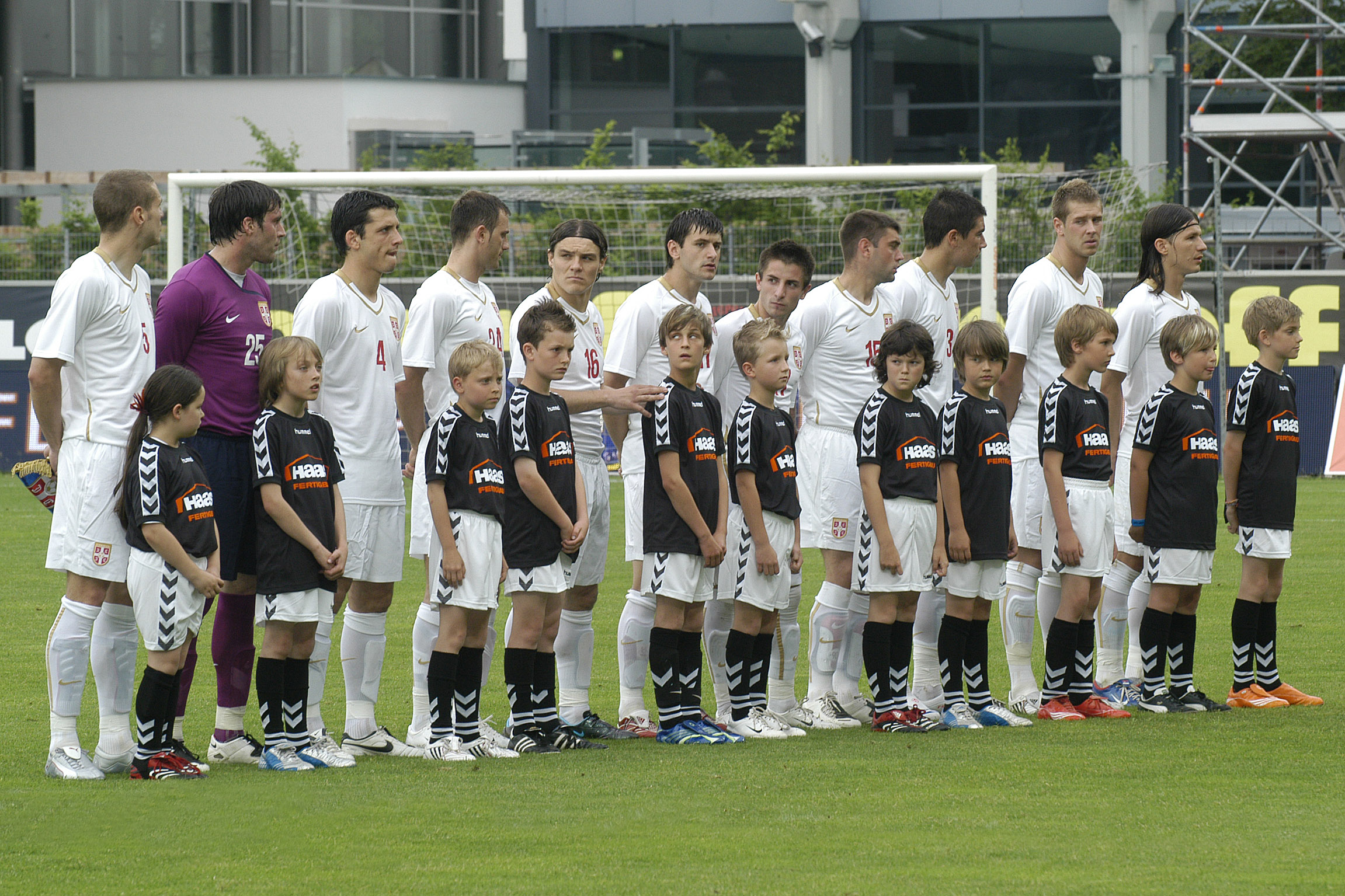
تیم ملی صربستان در سال ۲۰۰۸

تیم ملی فوتبال صربستان یک تیم فوتبال بین‌المللی است که به نمایندگی از کشور صربستان به میدان می‌رود. این تیم زیر نظر اتحادیه فوتبال صربستان فعالیت می‌کند.

## نگارخانه

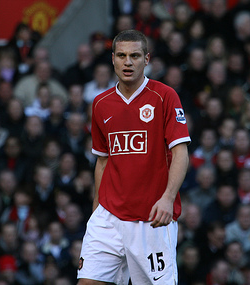
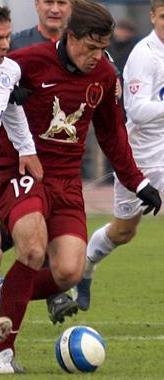
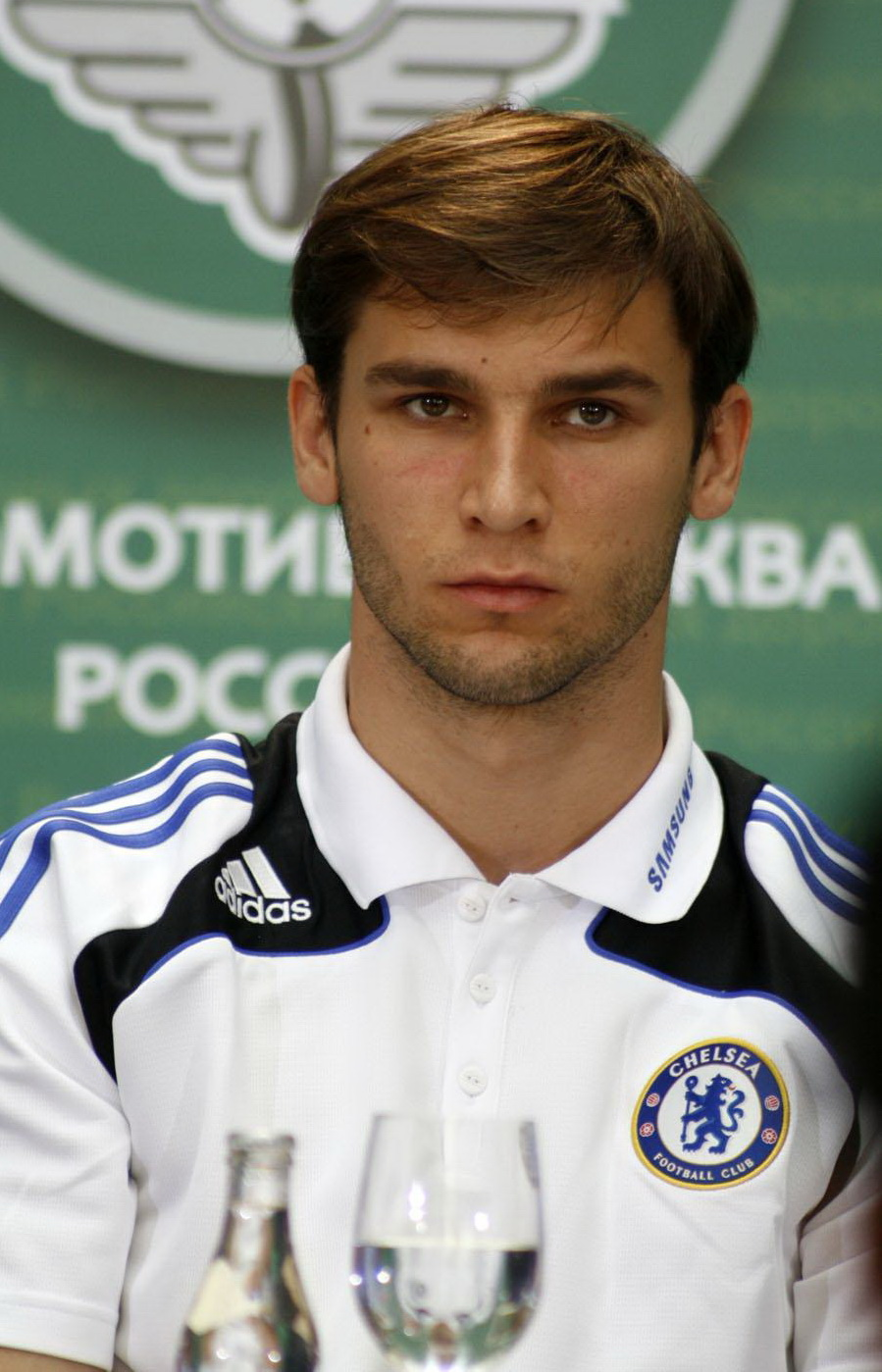
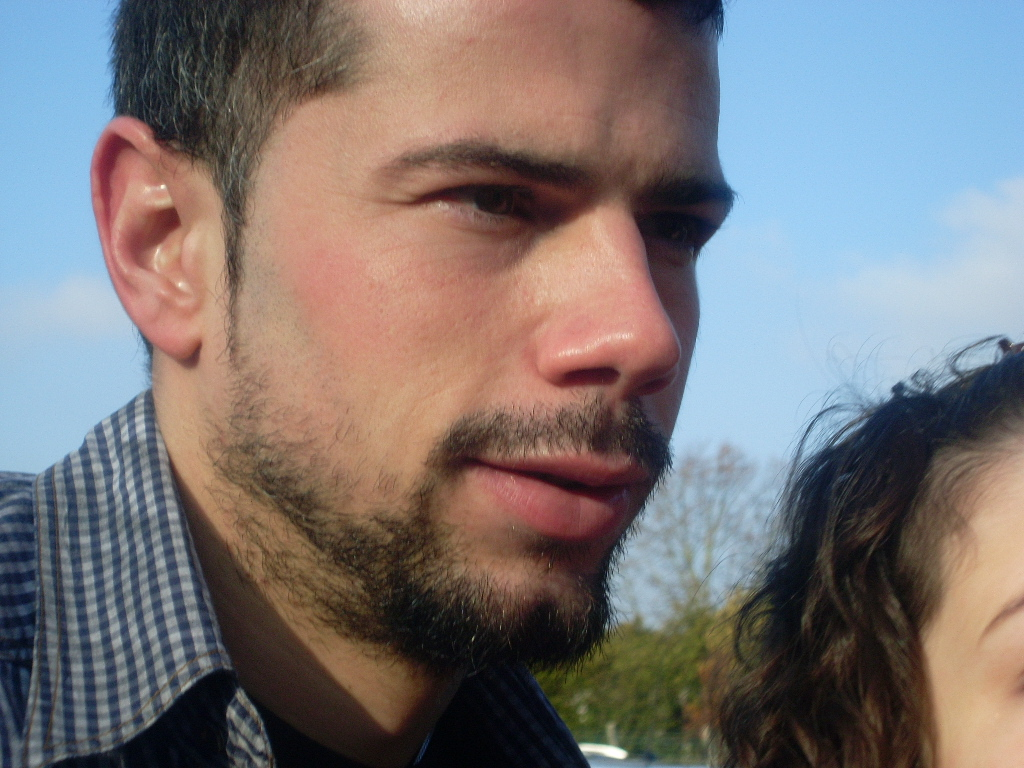